# (18256) 4195 T-2
A (18256) 4195 T-2 a Naprendszer kisbolygóövében található aszteroida. Cornelis Johannes van Houten, Ingrid van Houten-Groeneveld és Tom Gehrels. fedezte fel 1973. szeptember 29-én.